# OpenNap
OpenNap est un logiciel libre de serveur pour service peer-to-peer. Ce logiciel prolonge le protocole Napster pour permettre le partage de n'importe quel type de fichiers et pour permettre de lier des serveurs ensemble. Il existe encore de nombreux serveurs OpenNap privés et publics en activité.
Napster est un protocole pour partager des dossiers entre les utilisateurs. Avec Napster, les dossiers restent sur la machine du client, ne passant jamais par le serveur. Le serveur fournit la capacité de rechercher des fichiers et dossiers particuliers, puis de lancer le transfert directement entre les clients. En outre, des salons de tchat semblables à l'IRC sont disponibles. 
OpenNap (Open Source Napster Server) est un logiciel serveur pour relier les clients ensemble, il n'est pas un client lui-même. Les différents clients sont décrits dans la liste ci-dessous.

## Clients de Napster
Ceux dont le code source est ouvert :
- amster -- client de napster d'Amiga
- AutoNap -- robot de napster écrit dans le Perl
- Client de napster de BeNapster -- de BeOS
- BitchX -- client de causerie d'cIrc avec le napster plugin
- TekNap (de) -- (autrefois appelé BWap) client autonome d'unix de console basé sur le bx-petit somme plugin pour BitchX
- crapster -- client de napster de BeOS
- duskster -- client de napster de Perl
- gnap -- client de napster de gnome
- gnapster -- client de napster de gnome
- gnome-napster -- client de napster de gnome
- napster de gtk -- client de napster de gtk
- hackster -- client de base visuel de napster
- iNapster -- interface de WWW au napster
- napster de Java -- client de napster de Java
- jnap -- client de napster de Java
- jnapster -- client de napster de Java
- Knapster -- client de napster de KDE
- Lopster -- client de napster de gtk/unix
- MacStar -- Client De Napster D'Imper
- MyNapster Webclient
- petit somme -- client de ligne de commande de linux/bsd
- NapAmp -- Napster plugin pour WinAmp
- Napster pour BeOS
- Napster pour MacOSX
- Neo Napster -- client de Napster pour Windows
- TkNap -- client de napster de Tcl/Tk
- Riscster -- client de napster pour RiscOS
- Shuban -- client du napster Win32
- rupture -- client de napster de Perl
- webnap -- client de napster de PHP
- XmNap -- client de Napster de motif
- XNap -- client de napster de Java